# Tomomitsu Kobayashi
Tomomitsu Kobayashi (小林 智光 Kobayashi Tomomitsu?), född 30 maj 1995 i Yamanashi prefektur, är en japansk fotbollsspelare.
Kobayashi började sin karriär 2018 i Gainare Tottori.